# Corredor bético

Reconstrucción paleogeográfica del Mar Mediterráneo de fines del Messiniense. En rojo: línea costera actual. S: cuenca de Sorbas, R: Corredor de Rife, B: Corredor bético, G: Estrecho de Gibraltar, M: Mar Mediterráneo.

El corredor bético o estrecho bético del norte fue un estrecho de agua que conectaba el mar Mediterráneo con el océano Atlántico, que alguna vez separó la placa ibérica de la placa euroasiática a través de la cordillera bética. Se cerró hace aproximadamente 5,96 millones de años en el período Messiniense en el Mioceno, lo que precipitó la crisis salina del Messiniense, un período en el que el Mediterráneo se evaporó parcial o totalmente.
Este fenómeno geológico también ha sido objeto de estudio en la investigación sobre el cambio climático y la evolución de los paisajes marinos a lo largo de la historia de la Tierra